# Cautín
Cautín is een provincie van Chili in de regio Araucanía. De provincie telde 752.100 inwoners in 2017 en heeft een oppervlakte van 18.409 km². Hoofdstad is Temuco.

## Gemeenten
Cautín is verdeeld in 21 gemeenten:
- Carahue
- Cholchol
- Cunco
- Curarrehue
- Freire
- Galvarino
- Gorbea
- Lautaro
- Loncoche
- Melipeuco
- Nueva Imperial
- Padre Las Casas
- Perquenco
- Pitrufquén
- Pucón
- Saavedra
- Teodoro Schmidt
- Temuco
- Toltén
- Vilcún
- Villarrica